# قائمة البروتينات

## بروتينات فيبرينية

### بروتينات الهيكل الخلوي
- توبيولين
- أكتين
- كيراتين
- ميوزين

### بروتينات المطرس خارج-الخلوي
- كولاجين
- إيلاستين

## بروتينات كروية
تترتب الاحماض الامينية في البروتينات الكروية على شكل كرة من شبكة متعرجة السطح يمكن تشبيهها بشكل ورقة عجنت بكفة اليد .
تشمل البروتينات الكروية :
1- الانزيمات
2- الاجسام المضادة
3- الهيموقلوبين
4- الكازين
5- الالبيومين
6- بعض الهرمونات ( هرمون الانسولين وهرمون النمو وهرمون البرولاكتين )

### بروتيناتالبلاسما
- ألبومين

#### عوامل التخثر
انظر تخثر
- فبرين
- ترومبين
- عامل XIII
- بروتين سي
- بروتين زد
- بروتين إس
- بروتينات مكملة
  - مثبط سي1
  - محول سي3 C3-convertase

### بروتينات الطور الحاد
- بروتين فعال-سي

### بروتينات هيمية
- هيموغلوبين
- ميوغلوبين

### التصاق الخلايا
- كادهيرين
- إنتغرين
- إن سي آ إم

## بروتينات النقل عبر-الغشائي
- غليكوفورين سي

### قنوات شاردية
- مستقبل الأستيل كولين
- قناة البوتاسيوم
- ناقل الغلوكوز

## اقرأ أيضاً
- بروتين
- قيمة بيولوجية